# Schulhof Vilmos
Schulhof Vilmos (Budapest, 1874. június 10. – Auschwitz, 1944. július) fürdőorvos, balneológus és reumatológus, Schulhof Ödön (1896–1978) orvos féltestvére.

## Életútja
Schulhof Sámuel (1848–1913) tőzsdei alkalmazott és Amster Rozália gyermekeként született. Orvosi tanulmányait Budapesten fejezte be 1897-ben, majd Berlinben folytatott orvosi gyakorlatot. Később a Szent Lukács gyógyfürdőben dolgozott, ahonnan Hévízfürdőre került. 1905-től 1944-ig dolgozott itt mint fürdőorvos és a szanatórium főorvosa. Kiemelkedően sokat tett a gyógyhely ismertségért, annak orvosi fejlesztéséért.
1911-ben megalapította a Zander Intézetet. A Zander-módszer lényegét a gépekkel történő mozgatásos gyógygimnasztika jelentette.
Első házastársa Weisz Rózsa (1875–1927) volt. Második házastársa Ecker Róza Mária volt, akivel 1937. május 29-én kötött házasságot Budapesten. 1938-ban elváltak.
1944-ben a keszthelyi gettóból feleségével együtt Auschwitzba deportálták. Munkáját az öccse, Schulhof Ödön (1896–1978) folytatta.

## Munkái
Cikkei a Klinikai Füzetekben (1900. Thiocol-Roche); az Orvosok Lapjában (1901. Mellhártya izzadmányok hydropathikus kezeléséről); a Budapesti Orvosi Ujság: Fürdő- és Vízgyógyászat c. melléklapjában (1903. A gyógyforrások némely természettan-vegytani sajátságairól, 1906. A légfürdőkről); az Orvosi Hetilapban (1906. jubileumi szám: A subacut és idült festőréses ízületi lobok gyógyszeres kezelése); a Budapesti Orvosi Ujságban (1907. Az ischias diagnosisának és gyógyításának mai állása) és a Szent-Lukácsfürdő Közlönyében.
A Fürdő- és vízgyógyintézet melléklap társszerkesztője volt 1907-től fogva Budapesten.

## További munkái
- Gégészeti tapasztalatok. A budapesti ált. poliklinika orr-, torok- és gége osztályáról. Budapest, 1899. Waldmann Fülöppel együtt.)
- Rhino-pharyngologiai tapasztalatok. Budapest, 1901. (Különnyomat a Gyógyászatból.)
- Ujabb gyógyszerek inventariuma. I-III. kiadás. Budapest, 1905-1907.